# Рихтер, Ханс Тео
Ханс Тео Рихтер (нем. Hans Theo Richter; 7 августа 1902[…], Рохлиц — 14 сентября 1969[…], Дрезден) — немецкий художник-график и педагог; лауреат Национальной премии Германской Демократической Республики. 
Не следует путать его с другим немецким художником и тёзкой, уроженцем Билефельда, чьё полное имя Ханс-Тео Бернхард Август Карл Вальтер Рихтер (1926—2006).

## Биография
Родился 7 августа 1902 года в городе Рохлицев доме № 24 по Бургштрассе и уже на следующий год его отец скоропостижно скончался. В 1907 году мать переехала в посёлок Нидерлёсниц (ныне один из районов города Радебойль).

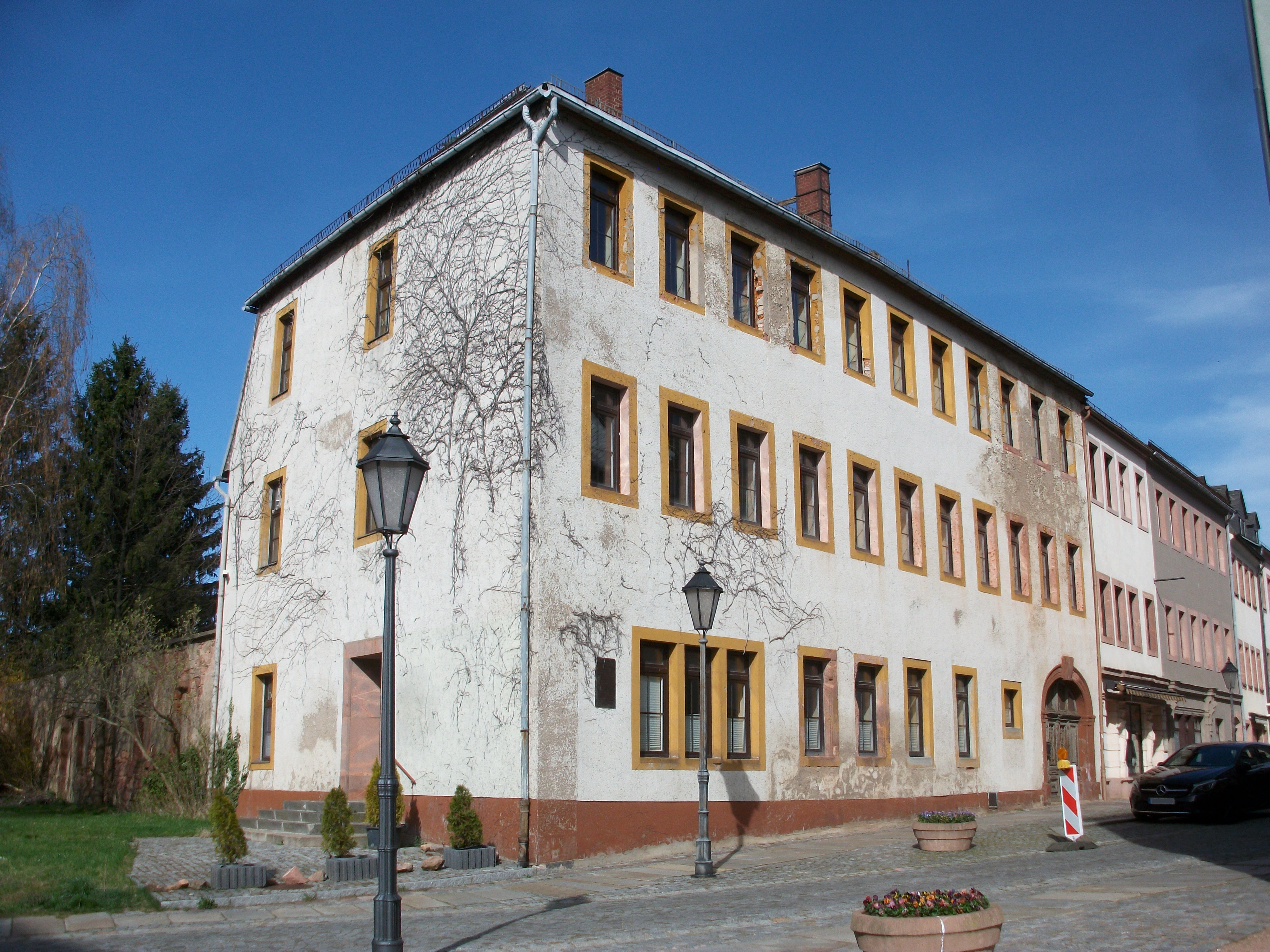
Дом в Нидерлёснице, где родился Х. Т. Рихтер

После окончания в 1918 году средней школы в Радебойле, с 1919 по 1922 год Рихтер изучал живопись и графику в Дрезденской школе декоративно-прикладного искусства у Пауля Германа, Арно Дрешера и Георга Эрлера, а в 1923 году — у Йозефа Голлера и Макса Фрея. В 1922 году Рихтер познакомился с Георгом Рихтером-Лёсницем, который помог ему напечатать первые собственные офорты в своей мастерской.
С 1926 по 1931 год учился в Дрезденской Академии изящных искусств у Рихарда Мюллера, а с 1928 года — в магистратуре у Отто Дикса. Рихтер также поддерживал творческие контакты с художниками Карлом Крёнером и Паулем Вильгельмом. 
В 1930 году Рихтер женился на Гизеле Хергезель из Бреслау, которая зарабатывала на жизнь искусством и ремеслами; с тех пор семейная чета часто проводит длительные периоды времени во Вроцлаве. Находящийся в этом городе Силезский музей изобразительных искусств стал первым государственным учреждением, которое приобрело его работы.
В 1932 году он получил юбилейную премию города Дрездена и одновременно стал членом Союза немецких художников. В том же году Рихтер провёл в Дрездене свою первую персональную выставку в галерее «Neue Kunst Fides».
В 1933 году он был удостоен Римской премии, однако связанному с этим пребыванию в Риме помешали национал-социалистические власти Третьего Рейха. В том же году его учитель Отто Дикс нарисовал «Портрет художника Ганса Тео Рихтера и его жены Гизелы».
В 1935 году Ханс Тео Рихтер познакомился со скульптором Герхардом Марксом, в следующем году его пригласили на Международную выставку графики Чикагского института искусств, а в 1937 году художник посетил вдову живописца Франца Марка — художницу Марию Франк.
В 1937 году в ходе нацистской кампании борьбы с «дегенеративным искусством» работы Рихтера были конфискованы из Дрезденских музеев и с Немецкой графической выставки в Гёрлице, и почти все были уничтожены.
В 1938 году Ханс Тео Рихтер получил первую премию за графику на Международной выставке графики в городе Чикаго (США).
Освобождённый от военной службы по состоянию здоровья, он смог продолжить работу и получил в 1941 году премию Альбрехта Дюрера от города Нюрнберга. В 1944 году Арно Дрешер назначил его преподавателем графики в Высшей школе графики и книжного искусства в Лейпциге.

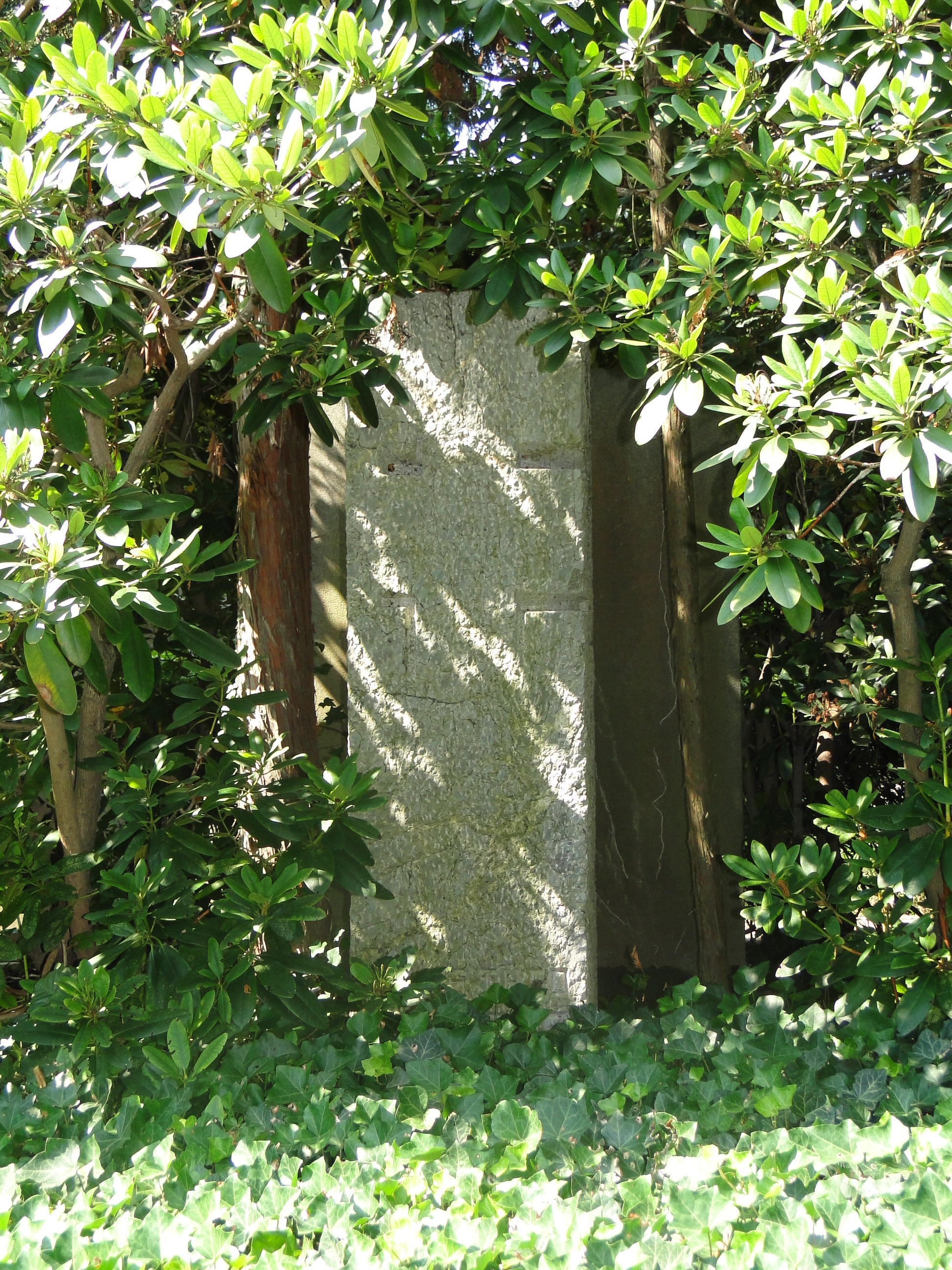
Могила Рихтера на кладбище Лошвиц

13 февраля 1945 года, менее чем за три месяца до капитуляции Вермахта в ходе Второй мировой войны, жена художника, вместе с десятками тысяч немцев, погибла во время бомбардировки Дрездена Королевскими военно-воздушными силами Великобритании и Военно-воздушными силами Армии США, при этом Рихтер потерял и большую часть своих полотен.
В 1947 году Рихтер был назначен профессором графики в альма-матер, где он оставался до выхода на пенсию (после сердечного приступа) в 1967 году. В этом же году он повторно женился на своей ученице Хильдегард Фаустен.
В 1955 году он получил серебряную медаль на Международной выставке графики в Варшаве. 
В 1956 году Ханс Тео Рихтер стал действительным членом Берлинской академии искусств.
В 1958 году Рихтер вместе с Отто Нагелем побывал в Советском Союзе; художники посетили по Москву и Ленинград.
В 1959 году он был избран действительным членом Баварской академии изящных искусств в Мюнхене.
Умер 14 сентября 1969 года в Дрездене. Был похоронен на кладбище Лошвиц.